# مدل‌سازی عامل‌بنیان
مدل‌سازی عامل‌بنیان (به انگلیسی: Agent-based model) (که با عنوان‌های دیگری مانند مبتنی بر عامل، چندعاملی و عامل محور نیز شناخته می‌شود) که گاهی با عنوان شبیه‌سازی عامل بنیان (Agent-Based Simulation) نیز شناخته می‌شود، نوعی از مدل‌سازی محاسباتی (Computational modeling) است که امکان مدل‌سازی یک سیستم را از پایین به بالا (Bottom-up) میسر می‌سازد. جهت مدل به این حقیقت اشاره دارد که مدل‌ساز ابتدا اجزای (عامل‌های) یک سیستم را شناسایی می‌کند، سپس رفتار آنها و نحوه تعاملات آنها را تعریف نموده و در آخر و با راه‌اندازی مدل مشاهده می‌کند که رفتار و تعاملات (اجزا در کنار) چه اتفاقاتی را در سطح کلان سیستم به وجود می‌آورند. در واقع، مدل‌سازی عامل بنیان (ABM) نشان می‌دهد که چگونه قواعد رفتاری و گاه ساده عامل‌ها و تعاملات محلی میان آنها در سطح خرد می‌تواند الگوهای بسیار پیچیدهای را در سطح کلان ایجاد کند.

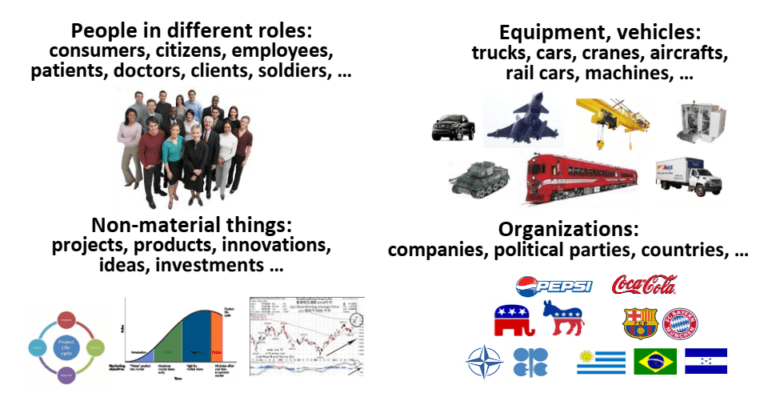

## اجزای یک مدل عامل‌بنیان
یک ABM به‌طور کلی شامل سه مؤلفه زیر می‌باشد: 
- عامل‌ها
- محیط
- تعاملات

### عامل‌ها
به عنوان نخستین مؤلفه، عامل‌ها واحدهای اساسی ABM به‌شمار می‌روند. آنها را می‌توان بر حسب دو جنبه زیر تعریف کرد:

##### خواص (Property) عامل
خواص یک عامل عبارتند از وضعیت‌های درونی و بیرونی آن که براساس اقدامات و رفتارهای او تغییر می‌کنند. مواردی نظیر سن، ضریب هوشی، تجربه و … جزو خواص عامل‌ها به‌شمار می‌روند.

##### قواعد رفتاری (Behavioral Rule) عامل
الگوهای رفتاری نیز به شیوه تصمیم‌گیری عامل‌ها مربوط می‌شود. به عنوان نمونه اینکه یک عاملی تحت شرایط X اقدام Y را انجام می‌دهند یک قاعده رفتاری است. طبیعی است که هرچقدر که نوع عاملها پیشرفته‌تر باشد، سطح الگوی رفتاری آنها نیز پیچیده‌تر است.

### محیط
به عنوان دومین مؤلفه ABM، محیط به بستر یا کل شرایط پیرامونی اشاره دارد که عامل‌ها در آن باهم تعامل دارند.

### تعاملات
تعاملات نیز به عنوان سومین مؤلفه ABM به نوع و الگوی ارتباطی عامل‌ها با یکدیگر و محیط اشاره دارد. اینکه عامل‌ها در کجا و با چه الگویی باهم تعامل دارند به ترتیب به محیط و الگوی ارتباطی آنها اشاره دارد. ناگفته نماند که بیشتر پژوهشگران، برای تعریف نحوه تعاملات بین عامل ها و محیط، به مشکل می خورند. به عبارت دقیق تر، این تعاملات نیاز به تعریف فرمول یا الگوریتم جدید دارند که معمولا به اسم تز ارشد یا دکتری نیز می توان نام برد.

## کاربردهای مدل‌سازی عامل بنیان
مدل‌سازی عامل بنیان روشی است که در سال‌های گذشته در حوزه علوم اجتماعی (نظیر جامعه‌شناسی و اقتصاد) به شدت مورد توجه قرار گرفته‌است. در این کاربرد، عامل‌ها افراد موجود در یک جامعه با ویژگی‌های مورد نظر را مدل‌سازی می‌کنند. سپس فاکتورهایی وارد سیستم شده و تأثیر آنها در رفتارهای عامل‌ها یا رفتار سطح کلان جامعه بررسی می‌شود.
امروزه عامل‌های هوشمند به‌طور وسیعی در پروژه‌های عملیاتی و تحقیقاتی مورد استفاده قرار می‌گیرند. موسسات و شرکت‌هایی مانند IBM، دایملر کراسلر، وزارت دفاع آمریکا و ناسا به‌طور موفقیت‌آمیزی از سیستم‌های مبتنی بر عامل استفاده می‌کنند و به‌کارگیری عامل‌ها رفته رفته به یک موضوع حیاتی در فرایندهای توزیع شده و غیر متمرکز تبدیل شده‌است. تمامی این تلاش‌ها را می‌توان به ۴ گروه زیر طبقه‌بندی کرد.
مدلسازی عامل بنیان (ABM) یک روش مناسب برای شبیه‌سازی سیستم‌های پیچیده اقتصادی، اجتماعی و به‌طور کلی سیستم‌های پیچیده‌است. این روش مکمل و بسط روش‌های اقتصادسنجی است که تعاملات میان عامل‌های سیستم و سازگاری در سیستم را ترکیب می‌کند. از آنجا که ABM مطالعه واحدهای فردی را ممکن می‌کند، ناهمگنی در میان عامل‌های سیستم ایجاد می‌شود.
در مدل‌سازی عامل‌بنیان می‌توان با استفاده از قوانین ساده تصمیم‌گیری، پدیده پیچیده کسب و کار را توصیف کرد (دانایی، بافنده ۱۳۹۶). تحلیل پدیده بازاریابی با روش‌های تحلیل یا تجربی متداول بیش از حد پیچیده‌است، ولی اغلب می‌توانند با استفاده از این رویکرد مدل‌سازی شوند. تجزیه و تحلیل مدل‌سازی عامل بنیان به وسیله شبیه‌سازی، «عامل» های فردی است. این عامل‌ها در تعامل با هم و در ساختار شبکه اجتماعی شکل می‌دهند، نتایج نوظهوری را ایجاد می‌کنند. در این روش خصوصیات عامل‌های مصرف‌کننده به صورت منحصر به فرد تعریف می‌شوند.
این مدل‌سازی در حوزه سیستم‌های اقتصادی و اجتماعی توسط محمودزاده، بافنده و دانایی برای نخستین بار در ایران در سال ۱۳۹۴ توسعه داده شد.  یک مقاله پژوهشی و مناسب یادگیری و الگو برداری، در این مقاله تحقیقات بازاریابی نوین و مقاله مجله International Journal of Information Technology & Decision Making در دسترس است.  
ولی با توجه به پیچیدگی زیاد این نوع مدل‌سازی محققان کمتری تمایل به استفاده از این روش دارند. هرچند پژوهشگران حوزه‌های مهندسی کامپیوتر (به ویژه هوش مصنوعی) در پژوهش‌های خود به صورت تخصصی و از دید عامل کامپیوتری بررسی‌هایی را انجام داده‌اند ولی نیاز به توسعه و کاربرد آن مشهود است.

## پیاده‌سازی مدل‌های عامل‌بنیان
- هنگامی که مدل ABM طراحی شد باید از طریق زبان‌های برنامه‌نویسی عامل‌بنیان یا ابزارهای شبیه‌سازی اقدام به پیاده‌سازی آن نمود. پژوهشگران به کمک زبان‌ها یا ابزارهای شبیه‌سازی (Simulation Toolkit) می‌توانند یک ABM را به صورت برنامه کامپوتری پیاده‌سازی کنند. برای شبیه‌سازی ABM، در اوایل ۱۹۹۰، از زبان‌های برنامه‌نویسی عمومی (GGPLs) استفاده می‌شد. برخی از پرکاربردترین این زبان‌ها شامل ++SMALLTALK, C و Java بودند. بهره‌گیری از GGPLs برای شبیه‌سازی مدل‌های عامل مجوز یک محدودیت بسیار اساسی داشت و آن این بود که محققان مجبور بودند همه چیز از جمله توابع و رسام‌ها را خودشان از ابتدا بنویسند که این مستلزم آشنایی بسیار بالایی با زبان مورد استفاده بود. برای رفع این محدودیت و ساده‌سازی شبیه‌سازی، ابزارهای متفاوتی بر پایه GPPLهای مختلف شکل گرفت که برخی از عمده‌ترین آنها شامل Swarm, RepastS, AnyLogic و Netlogo هستند که ابزارهای نت لوگو و AnyLogic به ترتیب دارای بیشتر استفاده‌کنندگان می‌باشند.[۸]